# プリムス・ホライゾン
ホライゾン（Horizon ）は、クライスラー（現:フィアット・クライスラー・オートモービルズ）がプリムスブランドで販売していたコンパクトクラスの乗用車である。

## 概要
1978年、クライスラーは、ダッジおよびプリムスブランドで販売するコンパクトカーについて、Lボディプラットフォームを用いたツインコンパクトモデル（クライスラー・ヨーロッパ、シムカとの共同開発）で補完することを決定した。
1979年、ホライゾンベースのコンパクトクーペ「プリムス・ホライゾンTC3」を発売。
トランスミッションは、3速のATと4速、5速のMT。前輪駆動のみで、後継は1986年発売のプリムス・サンダンス。